# Shericka Williams
Shericka Nicola Williams, jamajška atletinja, * 17. september 1985, Black River, Jamajka.
Nastopila je na olimpijskih igrah v letih 2008 in 2012, obakrat je osvojila bronasto medaljo v štafeti 4×400 m, leta 2008 še srebrno v teku na 400 m. Na svetovnih prvenstvih je osvojila štiri srebrne medalje v štafeti 4x400 m in eno v teku na 400 m, na igrah Skupnosti narodov pa zlato medaljo v štafeti 4×400 m leta 2014.